# Tangkup
Tangkup is een bestuurslaag in het regentschap Karangasem van de provincie Bali, Indonesië. Tangkup telt 2799 inwoners (volkstelling 2010).